# Реализам (уметност)
Реализам је у општем значењу ознака за сва струјања у уметности која се одликују тежњом ка блискошћу у приказу стварности, насупрот идеализму који тежи да се издигне изнад стварности. У посебном значењу термин реализам се односи на правац у француском сликарству средином 19. века чији је главни представник Гистав Курбе.
Први облик реализма означава се често и као натурализам, будући да се уметници у оквиру тог значења управљају према видљивој и емпиријски спознајној природи, што води у већини случајева ка ликовним решењима која су верна у детаљу и исправна у погледу анатомије, односно перспективе. Таква струјања, која су заинтересована за миметичко преношење стварности, могу се срести у уметности свих времена, па чак и у праисторијским пећинским сликама, на египатским портретима на мумијама или на римском зидном сликарству. Остале уметничке епохе које су биле на посебан начин блиске прецизном подражавању јесу позно средњовековно сликарство, уметност ренесансе, каравађизам или холандско и шпанско сликарство барока. Врсте као што су сликарство портрета, мртве природе и пејзажа изван свих епоха карактерише реалистично преношење онога што је виђено. Спектар сеже од чистог trompe d'oile сликарства, преко сликарства ведута, па све до облика који интерпретирају стварност, као што су на пример репрезентативни, лако улепшани портрети или компоновани исечци из пејзажа. Јер, док се чист натурализам често вреднује као неуметнички, јер захтева само занатско савршенство креативним односом према натуралистичко схваћеним елементима, могуће је постићи и уметнички ефекат. То утолико пре што је избор приказаних мотива од највећег значаја. Тако је натуралистички начин приказивања често повезан са интегрисањем ружног, бруталног или грубог, као што је то на пример на сликама Каравађа, или на жанр сликама Адријана Броувера. Натуралистичко преношење стварности испуњава због тога различите функције; једна од њих је меморијална функција код портрета, код којих се пажња поклања пре свега репрезентативности. То реалистично преношење стварности може, међутим, имати и морални значај тиме што се приказује друштвена реалност чије негативне стране често занемарују идеализујући уметнички правци.
Овај морални аспект реалистичног начина сликања био је ослонац епохе реализма у Француској. Курбе је сковао појам réalisme на тај начин што је ту реч написао као наслов за преглед својих дела на Светској изложби у Паризу 1855. године. Његове слике су посвећене једноставном, често оскудном пејзажу, марљивим становницима села и слично. Оне представљају продужетак реалистичких тенденција онаквих какве су биле развијене у барбизонској школи за сликарство пејзажа, али сад уз коришћење сликарства у слободном простору и у правцу друштвене релевантности. Њима је заједничко настојање које је управљено против историзујућих тенденција и које придаје највећи значај непосредној стварности и њеним појавним облицима. Мада се многе слике одликују социјално-критичким и политичким аспектом, оне се такође могу тумачити и алегоријски или симболички. Једно од својих дела, Сликарски атеље, Курбе означава као стварну алегорију. На сликама Жан-Франсоа Мијеа, који се такође сврстава у реализам, јавља се у то и извесна религиозно-хришћанска потка. Његове Сакупљачице класја, на пример, представљају једну од најсиромашнијих група становништва, али се њихов рад хармонизује и смешта у један виши по важности надређени смисаони контекст.
У другој половини 19. века рашириле су се реалистичне струје по читавој Европи. У Немачкој био је то круг око Вилхелма Лајбла и Карла Шуха који се под јаким утицајем Курбеа, чије је дело захваљујући изложбама било познато у Немачкој, у делимично акрибичној детаљности посветио приказивању сељака и пејзажа. У Русији је од 1870. група Передвижники (видети Иља Рјепин) радила такође на социјално-критичким темама. И импресионизам може да се подведе у реалистичка струјања, мада су представници тог правца били потпуно окренути чисто феноменолошким појавним облицима света, а друштвено-критичке аспекте једва да су тематизовали.
У 20. веку стално су се изнова појављивали нови реалистични начини сликања, нарочито са циљем да прикажу социјалне прилике (видети веризам) или да би свету ствари подарили магијско значење (видети магијски реализам, нова стварност, надреализам). Облик реализма који се темељио на конкретној реалности предмета представљао је развој објекатске уметности од времена ready made уметност Марсела Дишана, која је нашла свој продужетак у новом реализму. Насупрот томе, са обрадом социјално критичких тема настављено је у сликарству мурализма и социјалистичког реализма.

## Књижевност
Широко дефинисан као „верно представљање стварности“, реализам као књижевни покрет заснован је на „објективној стварности“. Он се фокусира на приказивање свакодневних активности и живота, пре свега у друштву средње или ниже класе, без романтичне идеализације или драматизације. Према Корнелију Квасу, „реалистичка фигурација и рефигурација стварности формирају логичке конструкте који су слични нашем уобичајеном поимању стварности, не нарушавајући принцип три врсте закона – природних, психолошких и друштвених“. То се може сматрати општим покушајем да се прикажу субјекти онако како се сматра да постоје у објективној стварности трећег лица, без улепшавања или тумачења и „у складу са секуларним, емпиријским правилима“. Као такав, приступ инхерентно имплицира веровање да је таква стварност онтолошки независна од концептуалних схема људске врсте, језичких пракси и веровања, и тако може бити познат (или спознат) уметнику, који заузврат може верно да представи ову 'стварност'. Како Ијан Ват наводи, модерни реализам „почиње од става да истину може открити појединац путем чула“ и као такав „води своје порекло од Декарта и Лока, а своју прву потпуну формулацију добио је од Томаса Рида средином осамнаестог века“.
Док је претходна романтичарска ера такође била реакција на вредности индустријске револуције, реализам је са своје стране био реакција на романтизам, и из тог разлога се такође погрдно назива „традиционалним“ „буржоаским реализмом“. Неки писци викторијанске књижевности произвели су дела реализма. Укоченост, конвенције и друга ограничења „буржоаског реализма“ изазвали су револт који је касније означен као модернизам; почевши од око 1900. године, покретачки мотив модернистичке књижевности била је критика буржоаског друштвеног поретка и погледа на свет из 19. века, којој је супротстављен антирационалистички, антиреалистички и антибуржоаски програм.